# 吳熙兒
吳熙兒（2001年11月6日—），加拿大女子羽毛球運動員。

## 簡歷
2018年9月，吳熙兒出戰危地馬拉羽毛球國際系列賽，分別贏得女子單打比賽冠軍，及與吳宛菱合作拿得女子雙打比賽冠軍。

## 主要比賽成績
只列出曾進入準決賽的國際賽事成績：
| 年份   | 賽事                         | 公開賽級別 | 項目     | 拍檔         | 成績   |
| ------ | ---------------------------- | ---------- | -------- | ------------ | ------ |
| 2017年 | 泛美洲青年羽毛球錦標賽       | 其他       | 混合團體 | －           | 亞軍   |
| 2018年 | 泛美洲羽毛球男女子團體錦標賽 | 其他       | 女子團體 | －           | 冠軍   |
| 2018年 | 泛美洲青年羽毛球錦標賽       | 其他       | 混合團體 | －           | 冠軍   |
| 2018年 | 泛美洲青年羽毛球錦標賽       | 其他       | 女子單打 | －           | 冠軍   |
| 2018年 | 泛美洲青年羽毛球錦標賽       | 其他       | 混合雙打 | Stanley Feng | 亞軍   |
| 2018年 | 危地馬拉羽毛球國際系列賽     | 國際系列賽 | 女子單打 | －           | 冠軍   |
| 2018年 | 危地馬拉羽毛球國際系列賽     | 國際系列賽 | 女子雙打 | 吳宛菱       | 冠軍   |
| 2018年 | 美國羽毛球國際挑戰賽         | 國際挑戰賽 | 女子單打 | －           | 亞軍   |
| 2019年 | 泛美洲羽毛球混合團體錦標賽   | 其他       | 混合團體 | －           | 冠軍   |
| 2021年 | 泛美洲羽毛球錦標賽           | 其他       | 女子單打 | －           | 季軍   |
| 2021年 | 愛爾蘭羽毛球公開賽           | 國際挑戰賽 | 女子單打 | －           | 準決賽 |
| 2022年 | 泛美洲羽毛球男女子團體錦標賽 | 其他       | 女子團體 | －           | 亞軍   |
| 2022年 | 烏干達羽毛球國際賽           | 國際挑戰賽 | 女子單打 | －           | 冠軍   |
| 2022年 | 丹麥羽毛球大師賽             | 國際挑戰賽 | 女子單打 | －           | 準決賽 |
| 2022年 | 加拿大羽毛球國際挑戰賽       | 國際挑戰賽 | 女子雙打 | 張文玉       | 準決賽 |
| 2023年 | 泛美洲羽毛球混合團體錦標賽   | 其他       | 混合團體 | －           | 冠軍   |
| 2023年 | 墨西哥羽毛球國際挑戰賽       | 國際挑戰賽 | 女子雙打 | 張文玉       | 準決賽 |
| 2023年 | 挪威羽毛球國際賽             | 國際系列賽 | 女子單打 | －           | 冠軍   |
| 2023年 | 墨西哥羽毛球國際賽           | 國際系列賽 | 女子單打 | －           | 冠軍   |
| 2023年 | 加拿大羽毛球國際挑戰賽       | 國際挑戰賽 | 女子單打 | －           | 準決賽 |
| 2024年 | 泛美洲羽毛球男女子團體錦標賽 | 其他       | 女子團體 | －           | 冠軍   |

| 2007-2017年 | 首要超級賽 | 超級賽 | 黃金大獎賽 | 大獎賽 | 國際挑戰賽 | 國際系列賽 | 未來系列賽 | 其他 |

| 2018-2026年 | 總決賽 | 超級1000賽 | 超級750賽 | 超級500賽 | 超級300賽 | 超級100賽 | 國際挑戰賽 | 國際系列賽 | 未來系列賽 | 其他 |